# Программа подготовки космонавтов к первому полёту
Подготовка космонавтов к первому полёту проводилась в период с 16 марта 1960 года по 12 апреля 1961 года.
Программа обучения и тренировки слушателей космонавтов разработана ГНИИИА и КМ (Государственный научно-исследовательский испытательный институт авиационной и космической медицины) и ЦПК ВВС, утверждена ГК ВВС и председателем Межведомственного НТС АН по космическим исследованиям.

## Программа подготовки

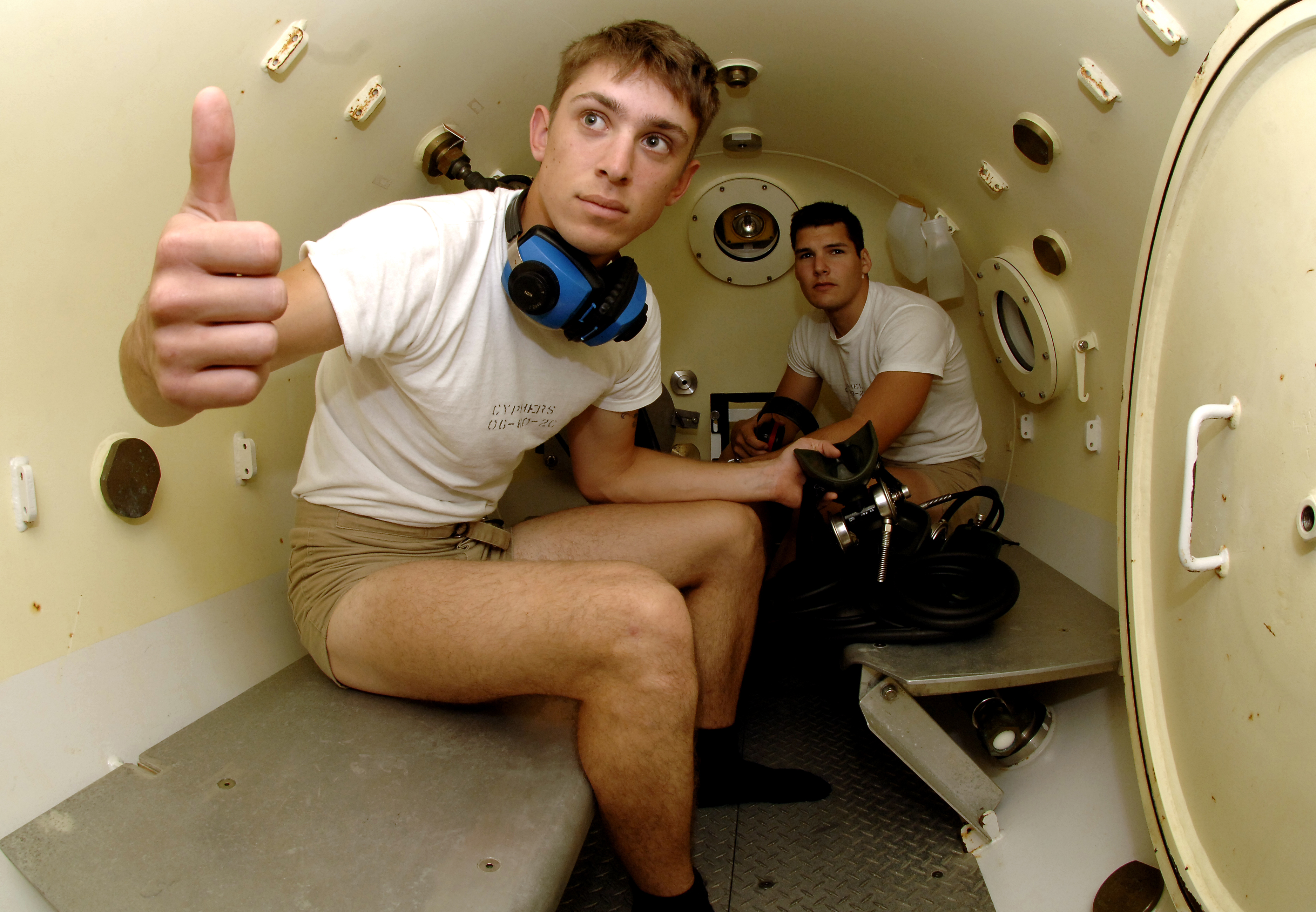
Американские матросы в гипербарической барокамере, Центр подготовки водолазов и спасателей, Панама-сити ноябрь 2006 года

- Комплекс специальных медицинских исследований, испытаний и тренировок, который включал:

1. Испытания в барокамере на «высотах»: 
 ·  5-6 км; 
 ·  14-15 км.
2. Испытания на центрифуге: 
 ·  многократно — 3-8 g с длительностью до 40 секунд в направлении «голова-таз»; 
 ·  7 раз — 7-12 g с длительностью до 13 минут в направлении «грудь-спина».
3. Испытания в условиях длительного одиночества (10-15 суток) в сурдокамере или барокамере.
4. Ознакомительные и тренировочные испытания в термокамере при t = +70 °C и время пребывания от 30 минут до 2 часов
5. Исследования на вибростенде: 
 ·  вертикальные вибрации f — 50 Гц; 
 ·  амплитуда — 0,5 мм.
6. Ознакомительно-тренировочные полёты на самолёте в условиях невесомости.
7. Парашютную подготовку.

- Общефизическая подготовка;
- Изучение объекта «Восток-3А»;
- Специальная теоретическая подготовка, куда помимо общетехнических дисциплин входили:
  - ракетная и космическая техника;
  - конструкция объекта «Восток-3А»;
  - космическая и авиационная медицина и обеспечение жизнедеятельности в космическом полете;
  - специальный курс астрономии;
  - специальный курс геофизики;
  - специальный курс киносъёмки.

Изучение корабля «Восток-3А» проходило в ОКБ-1 ГКОТ.
Практические тренировки на учебном тренажёре в ЛИИ МАП.
Полёты на невесомость на самолёте УТИ МИГ-15 и парашютные прыжки проводились на базе ГК НИИ ВВС.
На старте были организованы занятия и консультации по изучению корабля «Восток-3А» и его систем.
Теоретические занятия проводились специалистами различных институтов Академии наук СССР.